# Szabó Mózes (irodalomtörténész)
Szabó Mózes (Szilágysomlyó, 1879. május 4. – Temesvár, 1957. szeptember 26.) erdélyi magyar irodalomtörténész, műfordító.

## Életútja
Középiskoláit szülővárosában és Zilahon végezte, ahol baráti kapcsolatba került iskolatársával, Ady Endrével. A költőről őrzött emlékeit később több változatban is megírta, publikálta. 1906-ban a kolozsvári egyetemen szerzett latin–görög–magyar szakos tanári diplomát. Rákospalotán, Újpesten, majd különböző budapesti iskolákban tanított. Az Országos Ismeretterjesztő Társulat és a nemi betegeket gyógyító 'Teleia' egyesület tagja, egy időben titkára volt. A Magyarországi Tanácsköztársaság idején részt vett a népművelési mozgalom megszervezésében és irányításában, emiatt a forradalom bukása után emigrálni kényszerült. 1921-ben szülővárosában telepedett le, a minorita főgimnázium tanára lett. Onnan 1923-ban Temesvárra költözött, ahol előbb a piarista gimnáziumban, majd a zsidó líceumban tanított. Tagja volt a temesvári Arany János Társaságnak.

## Munkássága
Népművelési, tudománynépszerűsítő és pedagógiai cikkeit, irodalomtörténeti értekezéseit a Szabadhon, Szilágysomlyó, Temesvári Hírlap és különböző szaklapok közölték. Több klasszikus magyar író (Ady, Arany, Vörösmarty, Tompa) műveit dramatizálta és vitte színpadra diákjaival. Pákh Albert pályája című tanulmánya 1903-ban jelent meg Kolozsváron. Lefordította Liviu Rebreanu Ciuleandra és Ion című regényeit, ezek folytatásokban a Temesvári Hírlapban jelentek meg.
Számos népszerűsítő előadást tartott magyar írókról és különböző társadalmi problémákról.